# كيرلي آرمسترونغ
كيرلي آرمسترونغ (بالإنجليزية: Curly Armstrong)‏ مواليد 01 نوفمبر 1918 - الوفاة 06 يونيو 1983، كان مدرب كرة سلة أمريكي ولاعب. بدأ مسيرته الاحترافية في سنة 1941. بلغ طوله 5 قدم 11 بوصة (1.8 م). لعب مع ديترويت بيستونز في الدوري الأمريكي لكرة السلة للمحترفين. اعتزل اللعب في 1951.

## روابط خارجية
- كيرلي آرمسترونغ على موقع إن بي أي (الإنجليزية)
- كيرلي آرمسترونغ على موقع سبورتس رفرنس (الإنجليزية)
- كيرلي آرمسترونغ على موقع ريلجم (الإنجليزية)
- كيرلي آرمسترونغ على موقع بروبوليرز (الإنجليزية)
- كيرلي آرمسترونغ على موقع سبورتس رفرنس (الإنجليزية)
- كيرلي آرمسترونغ على موقع سبورتس رفرنس (الإنجليزية)